# どこかで見た“あのゲー”ムたちを棒人間で作ってみたけれど、果たしてあなたはクリアできるのか?
『どこかで見た“あのゲー”ムたちを棒人間で作ってみたけれど、果たしてあなたはクリアできるのか?』（どこかでみた“あのゲー”ムたちをぼうにんげんでつくってみたけれど、はたしてあなたはクリアできるのか?、通称：あのゲー、英題：YEAH! YOU WANT "THOSE GAMES," RIGHT? SO HERE YOU GO! NOW, LET'S SEE YOU CLEAR THEM!）は、モンキークラフトが開発しディースリー・パブリッシャーより2023年7月20日に発売されたミニゲーム集。
本稿では、2024年7月発売のシリーズ2作目『どこかで見た“あのゲー”ムたちを棒人間で作ってみたけれど、果たしてあなたはクリアできるのか?2』（通称：あのゲー2、英題：YEAH! YOU WANT "THOSE GAMES," RIGHT? SO HERE YOU GO! NOW, LET'S SEE YOU CLEAR THEM! 2）、2025年4月発売のシリーズ3作目『どこかで見た“あのゲー”ムたちをもっと激しく作ってみたけれど、棒人間には限界があった件。』（どこかでみた“あのゲー”ムたちをもっとはげしくつくってみたけれど、ぼうにんげんにはげんかいがあったけん、通称：あのゲー激、英題：LISTEN UP! WE TRIED TO MAKE "THOSE GAMES" EVEN MORE EXTREME! SOME THINGS HAVE TO BE LEARNED THE HARD WAY!）についても記述する。

## 概要
ウェブ上で流れる一部のゲームアプリの広告では、ピンを引き抜くミニゲームなどの映像が表示されるものの本来のゲーム内容と無関係、あるいはほとんど含まれていないなど実態と著しく乖離しているものがあり、これらは誤解を招く広告としてしばしば問題視されている。本作は、そうしたミニゲームを実際に遊べるゲームとして制作し収録した作品である。
タイトルにあるように、各ゲーム内には棒人間が登場する。1作目の発売時の販売価格は、棒人間の設定にちなんで1111円（税込）となっている。
本作プロデューサーの伊藤麻矢は、（広告で表示される）これらのミニゲームを毎日見ていて心ゆくまでプレイしたいと思った、と制作の動機を語っている。1作目の開発は、15人から20人のスタッフにより約8か月という比較的短期間で行われた。

## 収録ゲーム

### あのゲー
ピンぬき（全100ステージ）
横視点の閉ざされた空間が長いピンによって区切られており、ピンを抜くことで既定の目標（棒人間が宝を取得する、または敵を全て倒す）を達成できればクリアとなる。
棒人間は、空間内に宝がある場合は宝に向かって自動的に歩き、ない場合はその場に留まる。棒人間が敵に攻撃されたり岩などの障害物に触れたりするとミスになる。
数字タワー（全50ステージ）
並び立っている塔を棒人間が順番に選択して敵を倒していき、最後の塔の敵を倒せばクリアとなる。棒人間と敵の上には数字が表示されており、数字の大きいほうが勝利する。棒人間の勝利時には敵の数字が棒人間の数字に加算される。
塔の多くは複数階層になっており、全ての階層のチェック後に次の塔へ移る。階層には敵だけではなく、棒人間の数字を増減させる減法（−）、乗法（×）、除法（÷）のアイテムが配置されていることもある。
クルマだし（全25ステージ）
駐車場にとめられている自動車をすべて出口から出せばクリアとなる。自動車は直線的な前進・後進のみ可能で、他の車にぶつかるとその場に止まり、周囲のロータリーに出ると自動的に出口に向かう。
後半のステージでは駐車場内で棒人間が徘徊しており、自動車が棒人間に接触するとミスになる。
マネーあつめ（全25ステージ）
直線的な道に点々と並ぶ札束を拾いながら棒人間が自動的に歩き、ゴール地点に到達すればクリアとなる。道中では札束を消費して階段状の足場を作り障害物を越えていく。クリア時の所持金の額によりその後の演出が変化する。
棒人間が障害物にぶつかると所持金が減少する。また、後半のステージでは途中でルートが分岐しており、通過ルートによって所持金が増減する。所持金が尽きるとミスになる。
カラーわけ（全50ステージ）
複数並べられた試験管の中に複数の色の液体が層状に入っており、液体の移し替えを繰り返してすべての試験管（中身のない試験管は除く）が単色のみになればクリア、手詰まりになればミスとなる。
このゲームの棒人間は医者の設定で画面右上の枠内に表示されるが、リアクションをとるのみでゲーム内容には干渉しない。

### あのゲー2
はねかえりシューター（全100ステージ）
棒人間がスリングショットで弾を発射し、壁の跳ね返りを利用して敵を倒せばクリア、弾を自分や赤紫の棒人間（一部ステージのみ）に当てたりギミックの爆風に巻き込まれる、または持ち弾を使い切ってしまったらミスになる。ステージが進むと、弾を数発当てなければ倒せない敵も登場する。なお弾は10回反射する、スライムに接触する、爆弾の爆風に巻き込まれる、のいずれかで消滅する。
ピンぬき2（全50ステージ）
基本的なルールは前作の「ピンぬき」と同様で、ピンを操作して、棒人間の傍にある器の中に目的のものが規定数入ればクリアとなる。特定の範囲で自由に動かせるピンなど、新たなギミックも登場する。今回は棒人間は移動しない。
すうじダンジョン（全25ステージ）
クォータービューのフィールド（ボタン操作でトップビューにも変更可能）で棒人間を操作し、棒人間よりもライフの数が小さい敵を倒して数字を吸い取り（同数値は棒人間側の負けとなる）、ボス敵を倒せばクリアとなる。ステージ内には棒人間の数値を変化させる加減乗除のアイテムも配置されている。敵に倒された場合の他、ライフ減少アイテムを取ってライフが0以下になった場合や通路が遮られて先へ進めなくなった場合にミスとなる。
メロメロすくろーる（全25ステージ）
道中に棒人間が立っている直線状の道を赤紫の棒人間が画面手前から奥に向けて自動的に歩いていき、ゴール地点に到達すればクリアとなる。道中の棒人間の頭上にはライフを表す数字が表示されており、赤紫の棒人間がハートの矢を当ててライフの上限に達すると棒人間が消滅、同時に赤紫の棒人間のライフに棒人間のライフの数字が加算される。赤紫の棒人間の数字が大きくなるほど、ハートの矢を当てた時の数字の増加量が大きくなる。また、道中には赤紫の棒人間のライフを増減させるパネルが設置されている場合がある。一方、赤紫の棒人間が道中の棒人間にぶつかると、棒人間の残りライフの数字分だけ赤紫の棒人間のライフが減算され、0以下となった場合にミスになる。
えがいてガード（全50ステージ）
猫の頭部のキャラクターがいる横視点の画面に線を描き、コウモリの攻撃などから猫を10秒間守ればクリア、コウモリに猫が接触、爆弾の爆風に巻き込まれる、ステージ上の溶岩に猫が接触した場合ばミスとなる。画面上の物体には物理演算が働いており、描いた線も物体として扱われる。後半のステージでは猫が複数体登場する。複数体猫が登場するステージでは全ての猫を守らなければならない。
このゲームには棒人間は登場しない。

### あのゲー激
完全新規124ステージと『あのげー』『あのゲー2』に登場したステージをチュートリアルとして再収録した31ステージの計155ステージからなる。ステージの難易度は上昇しており、演出も強化されている。
サバイバルすくろーる
迫り来る敵を銃で倒していく。一定回数攻撃を当てることで壊れる箱を壊すとより強い武器が手に入る。
はねかえりシューター
カラーわけ
ピンぬき
えがいてガード
すうじタワー

## ぷにかわ版
『ぷにるはかわいいスライムのゲームを“あのゲー”ムで作ってみたけれど、果たしてあなたはクリアできるのか?』（ぷにるはかわいいスライムのゲームを“あのゲー”ムでつくってみたけれど、はたしてあなたはクリアできるのか?）は、2024年12月19日に発売のミニゲーム集。漫画原作アニメ『ぷにるはかわいいスライム』（ぷにかわ）とのコラボレーションタイトルで、発売元は漫画版発行元の小学館になっている。Nintendo Switchダウンロード専売。
『あのゲー』収録ゲームのうち3種類を『ぷにかわ』の設定にしたもので、撮り下ろしボイスも収録されている。

### 収録ゲーム
とどけて★ぷにる
『あのゲー』収録の「ピンぬき」のぷにかわ版。ぷにるとルンルが登場する。
だいへんしん★ぷにる
『あのゲー』収録の「カラーわけ」のぷにかわ版。試験管の中身がスライムという設定に変わっており、進行に応じて背景のぷにるが変身する。
レスキューぷにる
『あのゲー2』収録の「えがいてガード」のぷにかわ版。猫の頭部のキャラクターがぷにるの頭部に変更。真戸博士のドローンから守る設定になっている。